# Sant Pau de Segúries
Sant Pau de Segúries (spanisch San Pablo de Seguríes) ist eine Gemeinde (municipio) in der spanischen Provinz Girona in Katalonien mit 724 Einwohnern (Stand: 2024). Zur Gemeinde gehört neben dem Hauptort Sant Pau de Segúries die Ortschaft La Ral.

## Lage
Sant Pau de Segúries liegt in den Pyrenäen etwa 55 Kilometer nordwestlich von Girona in einer Höhe von ca. 865 m am Río Ter. 

## Bevölkerungsentwicklung
| Jahr      | 1970 | 1981 | 1991 | 2001 | 2011 | 2021 |
| Einwohner | 585  | 607  | 647  | 645  | 677  | 726  |

## Sehenswürdigkeiten
- alte Pauluskirche von Sant Pau de Segúries
- Kirche Mariä Gnade in La Ral

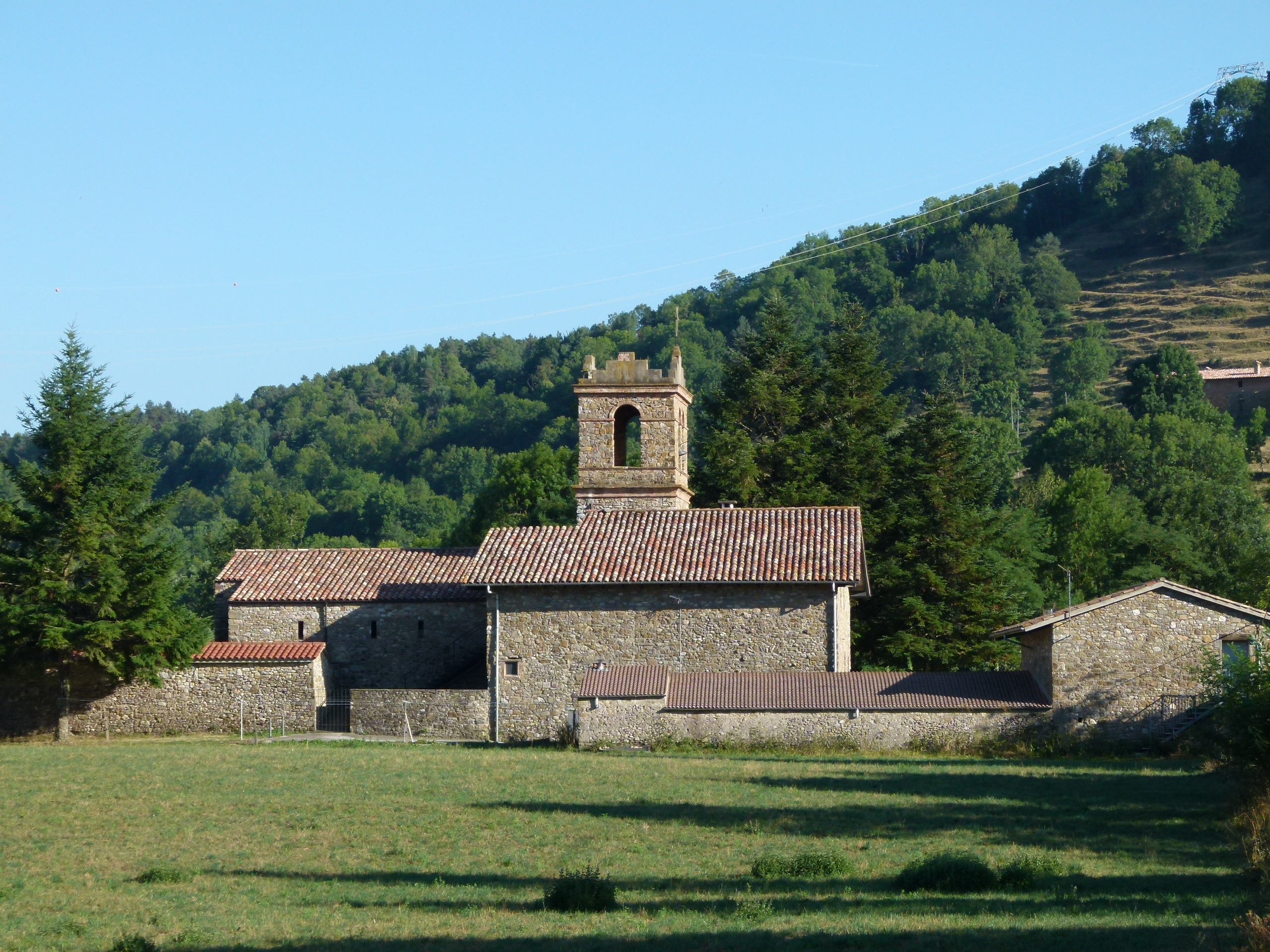
Alte Pauluskirche
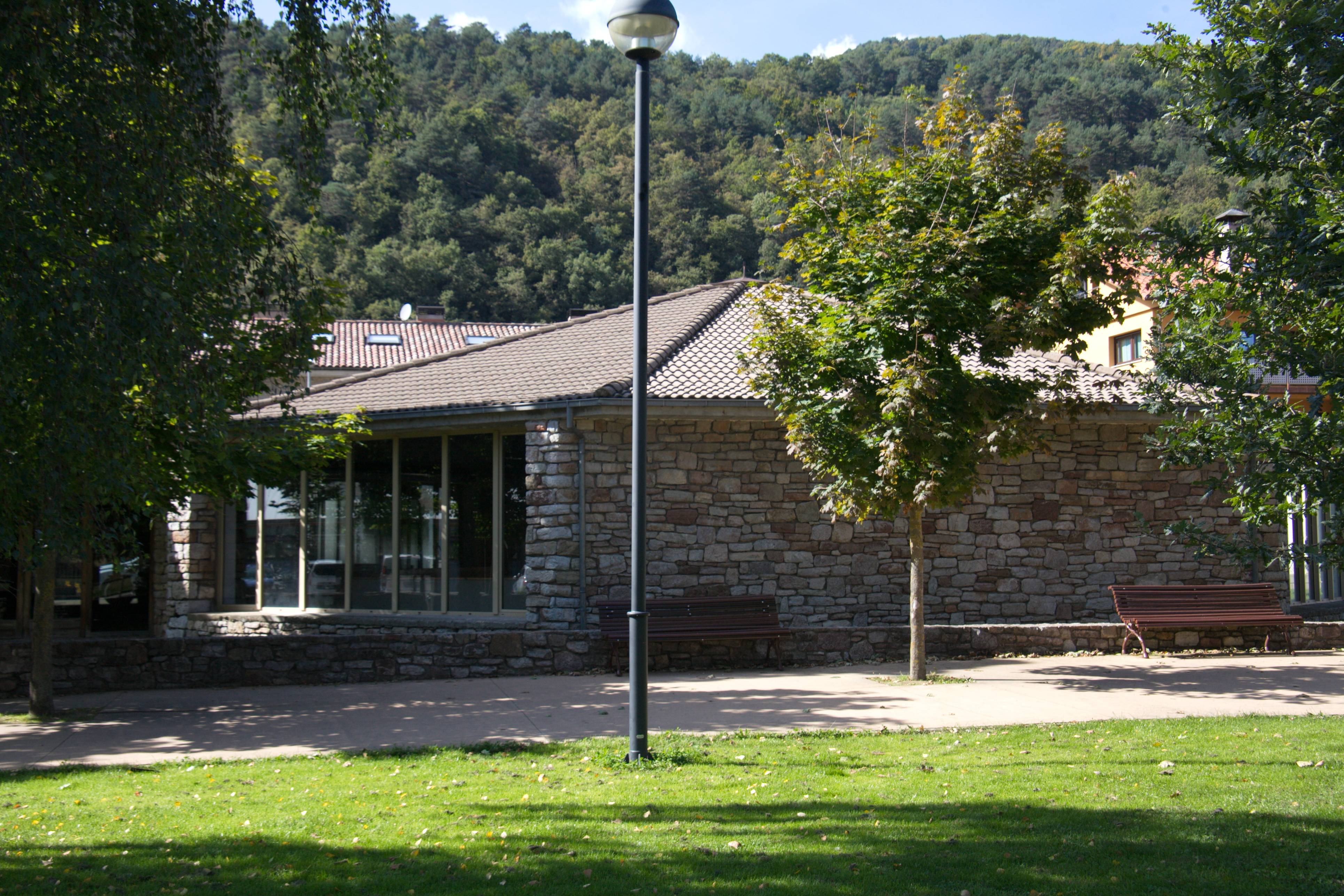
Neue Pauluskirche
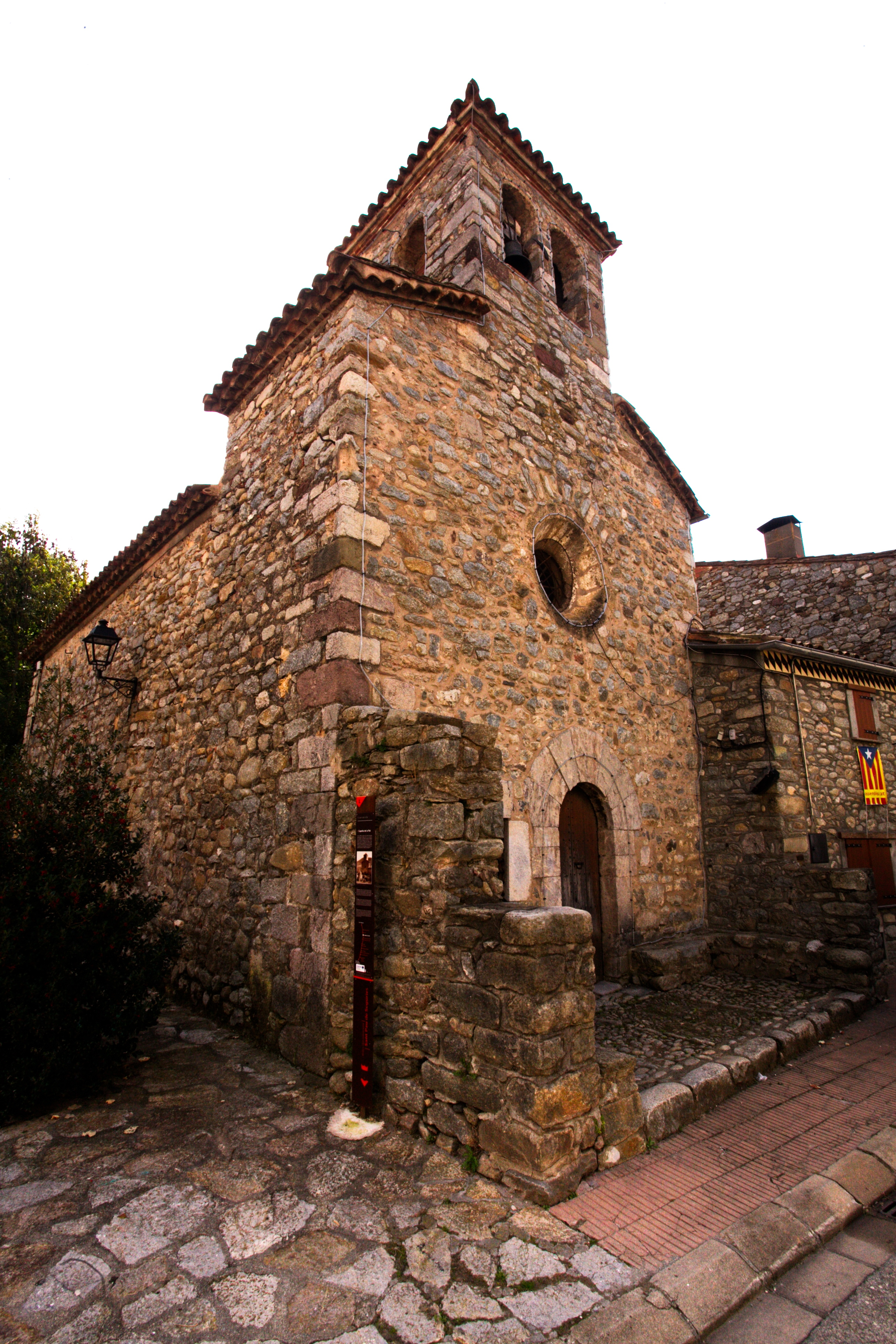
Kirche Mariä Gnade